# دولورس هایدن
دولورس هایدن (به انگلیسی: Dolores Hayden) استاد بازنشسته آمریکایی دانشگاه ییل در حوزه‌های معماری و شهرسازی و مطالعات آمریکایی است. او مورخ، مؤلف، شاعر و طراح است و مشارکت‌های بسیاری در درک اهمیت اجتماعی فضای شهری و تاریخ محیط ساخته شده در ایالات متحده داشته‌است.

## تحصیلات
او فارغ‌التحصیل کالج مونت هویک، دانشگاه کمبریج و مدرسه عالی طراحی هاروارد است.

## کار حرفه ای
هایدن از سال ۱۹۷۳ در دانشگاه‌های مختلفی چون مؤسسه فناوری ماساچوست، دانشگاه کالیفرنیا، برکلی، دانشگاه کالیفرنیا، لس آنجلس و ییل به تدریس مشفول بوده‌است.
او از بنیانگذاران گروه «قدرت مکان» بوده‌است که در حوزه هنر و علوم و انسانی طی سال‌های ۱۹۸۴ تا ۱۹۹۱ فعال بوده‌است. «هدف این گروه تکریم منظر تاریخی مرکز شهر و تنوع قومیتی آن بوده‌است». او به خصوص در حوزه برابری جنسیتی در حوزه شهری فعالیت‌های بسیاری را صورت داده، از جمله مقاله "یک شهر عاریا ز تبعیض جنسیتی چگونه باید باشد؟" که در سال ۱۹۸۰ منتشر شد.

## جوایز
- جایزه کتاب‌های برجسته جامعه کتابخانه‌های آمریکا
- جایزه عالی پژوهش در طراحی از بنیاد ملی اهدا جوایز هنر
- جایزه پل دیویدوف به خاطر کتاب برجسته اش در حوزه برنامه‌ریزی شهری
- جایزه دیانا دونالد به خاطر پژوهش‌های فمینیستی از جامعه برنامه‌ریزی شهری

## گزیده آثار
- Exuberance: Poems, Red Hen Press, 2019.[۶]
- American Yard: Poems, 2004.[۷][۸]
- A Field Guide to Sprawl, W W Norton, 2004.
- Building Suburbia: Green Fields and Urban Growth, 1820-2000, Pantheon, 2003.
- Redesigning the American Dream: Gender, Housing, and Family Life, W W Norton, 1984, rev. ed. 2002.
- The Power of Place: Urban Landscapes as Public History, MIT Press, 1995.[۹]
- The Grand Domestic Revolution: A History of Feminist Designs for American Homes, Neighborhoods, and Cities, MIT Press, 1981.[۹]
- Seven American Utopias: The Architecture of Communitarian Socialism, 1790-1975, MIT Press, 1976.